# Jim McMahon (football américain)
College Football Hall of Fame 1998
(en) Statistiques sur pro-football-reference
James Robert McMahon, Jr., dit Jim McMahon, né le 21 août 1959 à Jersey City, est un joueur de football américain qui évoluait au poste de quarterback.

## Biographie

### Carrière universitaire
BYU Cougars

### Carrière professionnelle
- Bears de Chicago (1982-1988) vainqueur du Super Bowl XX
- Chargers de San Diego (1989)
- Eagles de Philadelphie (1990-1992)
- Vikings du Minnesota (1993)
- Cardinals de l'Arizona (1994)
- Browns de Cleveland (1995)
- Packers de Green Bay (1995-1996) vainqueur du Super Bowl XXXI